# Abidda
Abidda ist der Name einer antiken Stadt in Africa. Die Stadt war ein spätantiker Bischofssitz; auf diesen geht das Titularbistum Abidda zurück.
Ob die Stadt in der römischen Provinz Africa proconsularis bzw. in der Spätantike in der Provinz Byzacena lag, ist unsicher. Dies hängt davon ab, ob der in der Tabula Peutingeriana und bei Claudius Ptolemäus genannte Ort Avidus sowie das beim Geographen von Ravenna genannte Abenlone (oder Abeulone) mit Abidda identisch ist. Dann hätte sich die Stadt in der Sahelregion des heutigen Tunesien befunden und wäre mit dem heutigen Ort Zeremdin zu identifizieren.